# Ferdinand Schörner

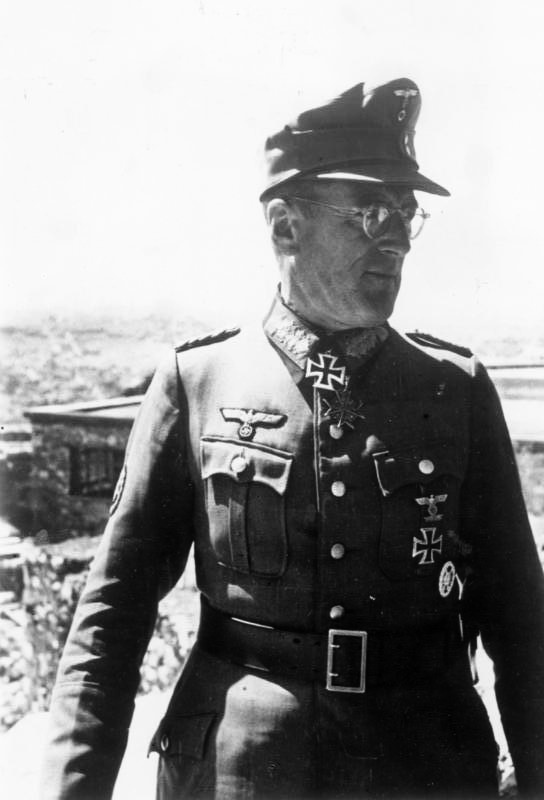
Schörner auf der Akropolis, April 1941

Ferdinand Schörner (* 12. Juni 1892 in München; † 2. Juli 1973 ebenda) war ein deutscher Heeresoffizier (seit April 1945 Generalfeldmarschall). Er war der einzige Soldat, der seinen Dienst in der deutschen Armee als Einjährig-Freiwilliger begonnen hatte und zum Generalfeldmarschall aufstieg. Im Zweiten Weltkrieg war er Oberbefehlshaber von Armeen und Heeresgruppen sowie 1945 kurzzeitig der letzte Oberbefehlshaber des Heeres. Schörner galt als überzeugter Nationalsozialist. Er wurde in der Sowjetunion 1952 wegen Kriegsverbrechen und in der Bundesrepublik Deutschland 1957 wegen Totschlags an deutschen Soldaten verurteilt.

## Leben

### Bayerische Armee

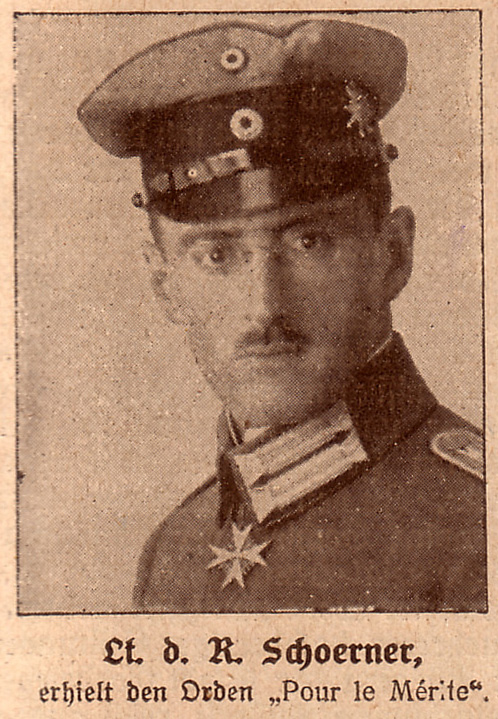
Leutnant der Reserve Ferdinand Schörner anlässlich der Verleihung des Ordens Pour le Mérite. Meldung in der Zeitschrift Die Woche, Nummer 9/1918

Schörner wurde als Sohn eines Polizisten geboren. Er begann seine militärische Laufbahn mit der Obersekunda-Reife im Oktober 1911 mit seiner Dienstzeit als Einjährig-Freiwilliger beim Infanterie-Leib-Regiment der Bayerischen Armee in München, das er als Unteroffizier verließ. Anschließend studierte er in München sowie in Lausanne und Grenoble Philosophie und neue Sprachen, um eine Laufbahn als Lehrer einzuschlagen.
Mit Ausbruch des Ersten Weltkriegs wurde Schörner als Vizefeldwebel und Reserveoffiziersanwärter beim Infanterie-Leib-Regiment reaktiviert. Im November 1914 wurde er zum Leutnant der Reserve ernannt und fortan als Kompanieführer verwendet. Schörner war an der Westfront, in Tirol, Serbien, Rumänien und in der Zwölften Isonzoschlacht gegen Italien eingesetzt. Für die Erstürmung der Höhe 1114 am Monte Kolovrat wurde Schörner als Führer der 12. Kompanie des Leibregiments am 24. Oktober 1917 der Orden Pour le Mérite verliehen. Neben Schörner erhielt auch der damalige württembergische Oberleutnant Erwin Rommel für die Erstürmung desselben Berges Matajur von der entgegengesetzten Seite diese hohe Auszeichnung, was zu Konkurrenzneid und lebenslangen Streitigkeiten zwischen ihnen führte. Weihnachten 1917 wechselte Schörner von der Reservelaufbahn in den aktiven Dienst und wurde im Sommer 1918 zum Oberleutnant befördert. Im Laufe des Krieges wurde er zweimal schwer verwundet, das erste Mal am 4. August 1916 beim Sturm auf Fleury-devant-Douaumont vor Verdun, das zweite Mal unmittelbar vor dem Waffenstillstand 1918.

### Weimarer Republik
Nach der Demobilisierung seines Regiments in München schloss sich Schörner 1919 dem Freikorps Epp an und wurde mit diesem in die vorläufige Reichswehr eingegliedert. Er nahm als Kompanieführer an der Niederschlagung der Münchner Räterepublik und des Ruhraufstands teil und absolvierte den Führergehilfenlehrgang. Im Jahr 1923 war Schörner Adjutant des Wehrkreisbefehlshabers von München, General von Lossow, und an der Niederschlagung des Hitlerputsches beteiligt.
Nachdem er die Generalstabsausbildung durchlaufen hatte, wurde Schörner am 1. Juli 1926 zum Hauptmann befördert, verbunden mit der Übernahme einer Kompanie in Landshut und wenig später in Kempten (Allgäu). Zum Generalstabsdienst wurde er wegen nicht bestandener Wehrkreisprüfung nicht zugelassen. Schörner, der gute Italienischkenntnisse besaß, kam anschließend für einige Zeit als Dolmetscher zu den Alpini, der italienischen Gebirgsjägertruppe. Ab 1931 war Schörner als Taktiklehrer an der Infanterieschule Dresden eingesetzt.

### Zeit des Nationalsozialismus

#### Vorkriegszeit
Im Jahr 1934 wurde Schörner zum Major und zum Leiter der 4. Gruppe in der 3. Abteilung (Fremde Heere) des Truppenamtes ernannt. In dieser Stellung war er für den Süden bzw. Südosten Europas zuständig und an der Ausarbeitung von militärischen Bündnisplänen mit dem faschistischen Italien beteiligt. Am 1. März 1937 wurde Schörner zum Oberstleutnant befördert.
Am 1. Oktober 1937 wurde Schörner Kommandeur des Gebirgsjäger-Regiments 98. In dieser Dienststellung war er auch am Einmarsch in Österreich im März 1938 beteiligt.
Am 27. August 1939, wenige Tage vor dem Beginn des Zweiten Weltkrieges, wurde Schörner zum Oberst befördert.

#### Zweiter Weltkrieg

##### In Polen, Balkan und Norwegen
Zu Beginn des Zweiten Weltkriegs war Schörner beim Überfall auf Polen Kommandeur des Gebirgsjäger-Regiments 98. Im Mai 1940 wurde Schörner Kommandeur der neu aufgestellten 6. Gebirgs-Division und nahm am Frankreichfeldzug teil. Am 1. August 1940 wurde er zum Generalmajor befördert.

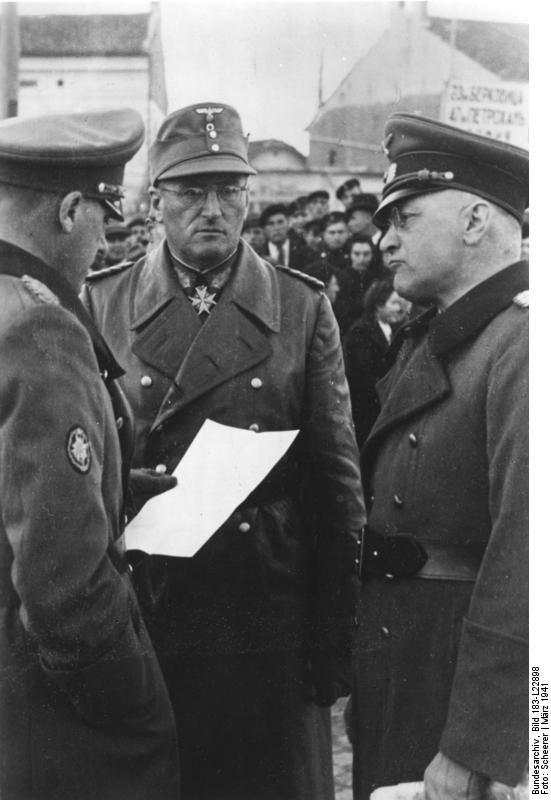
Schörner (Mitte) 1941 in Bulgarien

Im Frühjahr 1941 war Schörner mit der 6. Gebirgs-Division im Balkanfeldzug eingesetzt. Am 20. April 1941 wurde ihm das Ritterkreuz des Eisernen Kreuzes für das Durchstoßen der Metaxas-Linie bei Belasica-Planina, einen erfolgreichen Angriff bei Krusa-Planina und einen weiteren Vorstoß in Richtung Thessaloniki verliehen. Am 27. April hisste seine Vorausabteilung auf der Akropolis die Reichskriegsflagge. Nach Abschluss des Feldzuges blieben Schörner und seine Division als Besatzungstruppe in Griechenland, Schörner war Stadtkommandant von Athen.
Im Herbst 1941 wurden Schörner und die 6. Gebirgs-Division an die Eismeerfront verlegt (siehe: Verteidigung des Hohen Nordens). Im Januar 1942 übernahm Schörner als Nachfolger von Eduard Dietl die Führung des Gebirgskorps Norwegen (später XIX. Gebirgskorps) und wurde Ende des Monats zum Generalleutnant befördert. Bereits im Juni 1942 erhielt er die Beförderung zum General der Gebirgstruppe, als der er auch Kommandierender General des Korps wurde.

##### An der Ostfront
Im Oktober 1943 übernahm Schörner für den verwundeten Sigfrid Henrici als Kommandierender General das XXXX. Panzerkorps der 1. Panzerarmee in der Ukraine. Zu diesem Zeitpunkt hatte die Rote Armee mit der Überquerung des Dnepr begonnen und bereitete einen Vorstoß auf Kriwoi Rog vor, um die im Dnepr-Bogen stehenden deutschen Truppen abzuschneiden (→ Nikopol-Kriwoi Roger Operation). Ende des Monats übernahm Schörner die Führung der in diesem Brückenkopf stehenden drei Korps, die als Gruppe Schörner oder Armeeabteilung Nikopol bezeichnet wurden. Am 17. Februar 1944 erhielt Schörner das Eichenlaub zum Ritterkreuz für die erfolgreiche Räumung des Brückenkopfes bei Nikopol. Allerdings gab er einen Rückzugsbefehl über den Dnjepr so spät, dass die Armeegruppe Nikopol alle ihre Kraftfahrzeuge verlor.
Anfang März übernahm er zeitweilig die Führung der 17. Armee auf der Krim und wurde nach der Entlassung des Oberbefehlshabers der Heeresgruppe A, Generalfeldmarschall Ewald von Kleist, Ende des Monats mit der Führung der nunmehrigen Heeresgruppe Südukraine beauftragt. Rückwirkend zum 1. März 1944 wurde Schörner im Mai zum Generaloberst befördert.
Im Juli 1944 übernahm Schörner das Kommando über die Heeresgruppe Nord. Am 28. August 1944 wurde er für die Wiederherstellung der Verbindung zur Heeresgruppe Mitte in Kurland (→Unternehmen Doppelkopf) mit den Schwertern zum Ritterkreuz mit Eichenlaub ausgezeichnet. Am 1. Januar 1945 erhielt er die Brillanten für drei schwere zweimonatige Abwehrkämpfe im Raum Kurland.
Hitler machte nach dem Beginn der Weichsel-Oder-Operation am 17. Januar 1945 Generaloberst Josef Harpe zum Sündenbock; mit dem 20. Januar 1945 wurde Schörner Oberbefehlshaber der Heeresgruppe A.
Hitler befahl, das oberschlesische Industriegebiet sei unter allen Umständen zu halten. Schörner ließ das Industrierevier räumen und meldete Hitler telefonisch den Rückzug; ebenso den Rückzug von der Halbinsel Sworbe. Am 5. April 1945 wurde Schörner zum Generalfeldmarschall ernannt.
Hitler ernannte Schörner am 30. April 1945 in seinem politischen Testament zum Oberbefehlshaber des Heeres. 

##### Schörner als Typus des nationalsozialistischen Truppenführers
Schörner stellte seine nationalsozialistische Gesinnung stets demonstrativ zur Schau, wurde aber erst 1943 durch die Verleihung des Goldenen Parteiabzeichens der NSDAP Mitglied der NSDAP, was aktiven Soldaten sonst eigentlich nicht erlaubt war. Am 1. Februar 1944 wurde er zum Chef des neu geschaffenen Nationalsozialistischen Führungsstabes des Heeres ernannt. In dieser Funktion war er für die Schulung der Truppe im nationalsozialistischen Sinn verantwortlich. Bereits zwei Wochen später legte er aufgrund eines schweren Konfliktes mit Hitlers Sekretär Martin Bormann das Amt nieder.
Die ihm unterstellten Truppen führte Schörner mit äußerster Härte, und er verlangte bedingungslosen Gehorsam. Seine menschenverachtende Einstellung kam in zahllosen Todesurteilen gegen Wehrmachtssoldaten ebenso zum Ausdruck wie in seinem Ausspruch, der Soldat müsse „mehr Angst im Rücken, als von vorne“ haben. Oftmals riss er zurückweichenden Offizieren Orden und Rangabzeichen herunter. Im März 1945 wollte Schörner Generalmajor Hanns von Rohr hinrichten lassen, weil dieser sich geweigert hatte, Soldaten, die vor sowjetischen Panzern geflüchtet waren, zu erschießen. Das OKH milderte das Todesurteil zu Degradierung und Bewährungseinsatz ab. Noch kurz vor Kriegsende, als die Niederlage klar absehbar war, schickte Schörner zahlreiche Soldaten und Volkssturmmänner auf sogenannte Himmelfahrtskommandos. Joseph Goebbels schrieb am 12. März 1945 in sein Tagebuch:

„Ich berichte dem Führer dann ausführlich von meinem Besuch in Lauban. Der Führer ist auch der Meinung, daß Schörner einer unserer hervorragendsten Heerführer ist. Er will ihn als nächsten Mann des Heeres zum Feldmarschall befördern. Es sei Schörner gelungen, die Front in seinem Kampfraum im wesentlichen zu stabilisieren. Auf ihn sei es zurückzuführen, daß die Moral der Truppe dort so hervorragend gehoben worden sei.
Ich berichte dem Führer von den radikalen Methoden, die Schörner zur Erreichung dieses Zieles anwendet. Deserteure finden bei ihm keine Gnade. Sie werden am nächsten Baum aufgeknüpft, und ihnen wird ein Schild um den Hals gehängt mit der Aufschrift: ‚Ich bin ein Deserteur. Ich habe mich geweigert, deutsche Frauen und Kinder zu beschützen, und bin deshalb aufgehängt worden.‘ Solche Methoden wirken natürlich. Jedenfalls weiß der Soldat im Kampfraum Schörners, daß er vorne sterben kann und hinten sterben muß. Das ist eine ganz gute Lehre, die sich jeder sicherlich zu Gemüte führen wird.“

Schörners Loyalität galt einzig den NS-Machthabern, nicht den ihm unterstellten Soldaten, und anders als andere Truppenführer war er nicht bereit, deren Schicksal zu teilen. Dies zeigte sich in aller Deutlichkeit bei Kriegsende, als er seine Truppe im Stich ließ.
Während er selbst versprengte Soldaten schon wegen nichtiger Anlässe zum Tode verurteilt hatte, setzte er sich nun in den Westen Böhmens ab, um nicht in sowjetische Kriegsgefangenschaft zu geraten. In Bad Welchow ergab er sich den vorrückenden Amerikanern. Am Tag nach der Kapitulation, am 9. Mai, floh er in Zivilkleidung und mit einigen tausend Mark aus der Stabskasse in einem Fieseler Storch auf eine Alm in Göriach (Österreich), wo er wenig später von amerikanischen Truppen verhaftet wurde. Sie lieferten ihn an die Rote Armee aus, die auch das Gros der ihm unterstellten Truppen gefangen genommen hatte.

### Verurteilungen und Nachkriegszeit
Der sowjetische Diktator Josef Stalin bot Schörner, während dieser sich in sowjetischer Kriegsgefangenschaft befand, die Führung der neu zu bildenden Nationalen Volksarmee der DDR an. Schörner wies dieses Angebot zurück. Schörner wurde im Februar 1952 in der Sowjetunion wegen Kriegsverbrechen zu 25 Jahren Zwangsarbeit verurteilt und war bis Ende 1954 in verschiedenen Lagern inhaftiert. Am 15. Januar 1955 wurde er entlassen. Seine Rückkehr nach Deutschland (zunächst nach Dresden, dann nach Bayern) fiel in die Zeit der Wiederbewaffnung; die Gründung der Bundeswehr stand bevor. Am 31. März 1955 eröffnete der Bundesdisziplinaranwalt das Disziplinarverfahren mit dem Ziel der Aberkennung seiner Versorgungsbezüge. Dass ehemalige, dem NS-Regime ergebene Wehrmachtoffiziere in der Bundesrepublik Pensionen nach der 131er-Regelung erhielten und teilweise sogar mit nationalsozialistischen Äußerungen hervortraten, wurde von den Wiederbewaffnungsgegnern scharf kritisiert. Auch konservative Politiker sprachen sich im Fall Schörners gegen die Gewährung einer Pension aus. Der spätere Verteidigungsminister Franz Josef Strauß distanzierte sich von ihm („Ungeheuer in Uniform“), und der Bundestag beschloss am 13. Juli 1955 eine rückwirkende Änderung der Bundesdisziplinarordnung, die als Lex Schörner galt. Die zuständige Bundesdisziplinarkammer sah das Rückwirkungsverbot verletzt und legte den Fall dem Bundesverfassungsgericht vor, das im Sinne des Bundesdisziplinaranwalts entschied.
Im Jahr 1957 wurde gegen Schörner Anklage erhoben. Er wurde wegen der von ihm ausgesprochenen Todesurteile bei Kriegsende, die vom Gericht als verübter und in einem anderen Fall als versuchter Totschlag gewertet wurden, zu viereinhalb Jahren Freiheitsstrafe und der Aberkennung der Pensionsberechtigung verurteilt.
Am 4. August 1960 wurde Schörner aus Gesundheitsgründen vorzeitig aus der Haft in der Justizvollzugsanstalt Landsberg entlassen. 1963 gewährte Bundespräsident Heinrich Lübke ihm einen Teil seiner Pension.
Im November 1963 urteilte das Oberverwaltungsgericht Berlin, Schörner habe als Träger des Ordens pour le mérite Anspruch auf einen Ehrensold von monatlich 25 Mark: Der Ehrensold könne nur dann verweigert werden, wenn Schörner bei seiner Bestrafung die Orden entzogen und die bürgerlichen Ehrenrechte aberkannt worden wären.
Der „blutige Ferdinand“ galt als „der brutalste von Hitlers Feldmarschällen“. Er wurde 1973 in Mittenwald bestattet. Soldaten der Bundeswehr war die Teilnahme an der Bestattung in Uniform verboten; eine Teilnahme in Zivil war nicht erwünscht.

## Privatleben
Schörner heiratete 1927 in Berlin die Industriellentochter Lieselotte Karboschewsky (1909–1949). Das Ehepaar hatte zwei Söhne und eine Tochter. Der Älteste starb im Alter von 20 Jahren an angeborener Epilepsie.

## Auszeichnungen
- Bayerischer Militärverdienstorden mit Schwertern[23]
- Eisernes Kreuz (1914) II. Klasse am 22. Dezember 1914 und I. Klasse[24] am 27. Januar 1917
- Österreichisches Militärverdienstkreuz III. Klasse mit der Kriegsdekoration[24] am 20. April 1916
- Bayerischer Militärverdienstorden IV. Klasse mit Schwertern und Krone[24] am 24. Oktober 1917
- Pour le Mérite[24] am 5. Dezember 1917 (vorgeschlagen von Oberst Ritter von Epp für die Eroberung einer italienischen Hauptstellung, der Höhe 1114)
- Verwundetenabzeichen (1918) in Weiß[24]
- Komturkreuz des Ordens der Krone von Italien (1938)[23]
- Wiederholungsspange zum Eisernen Kreuz II. Klasse am 12. September 1939 und I. Klasse am 20. September 1939[23]
- Bulgarischer St. Alexander-Orden II. Klasse mit Schwertern am 15. Juli 1941[23]
- Finnisches Freiheitskreuz I. Klasse mit Eichenlaub am 1. Juli 1942[23]
- Ritterkreuz des Eisernen Kreuzes mit Eichenlaub, Schwertern und Brillanten[25]
  - Ritterkreuz am 20. April 1941 als Generalmajor und Kommandeur der 6. Gebirgs-Division/XVIII. Armee-Korps/12. Armee[23]
  - Eichenlaub am 17. Februar 1944 (398. Verleihung) als General der Gebirgstruppe und kommandierender General des XXXX. Panzer-Korps/6. Armee/Heeresgruppe A[23]
  - Schwerter am 28. August 1944 (93. Verleihung) als Generaloberst und Oberbefehlshaber der Heeresgruppe Nord[23]
  - Brillanten am 1. Januar 1945 (23. Verleihung) als Generaloberst und Oberbefehlshaber der Heeresgruppe Nord[23]
- Goldenes Parteiabzeichen der NSDAP am 30. Januar 1943[26]